# Comuna Dmître, Pustomîtî
Dmître (în ucraineană Дмитре) este o comună în raionul Pustomîtî, regiunea Liov, Ucraina, formată din satele Cerkasî, Dmître (reședința), Horbaci și Popeleanî.

## Demografie
Componența lingvistică a comunei Dmître
     Ucraineană (99,76%)
     Alte limbi (0,19%)
Conform recensământului din 2001, majoritatea populației comunei Dmître era vorbitoare de ucraineană (99,76%), existând în minoritate și vorbitori de alte limbi.